# Kim Jong-un
Kim Jong-un (koreansk: 김정은, født 8. januar 1982 i Pyongyang) er en nordkoreansk politiker, der har været Nordkoreas øverste leder siden 2011 og leder af Koreas Arbejderparti siden 2012. Han er søn af Kim Jong-il og Ko Yong-hui. Jong-il var Nordkoreas anden øverste leder fra 1994 til 2011. Han er et barnebarn af Kim Il-sung, som var grundlægger og første øverste leder af Nordkorea fra dets oprettelse i 1948 til hans død i 1994. Kim Jong-un er den første leder af Nordkorea, der er blevet født i landet efter grundlæggelsen i 1948.
Fra slutningen af 2010 blev Kim set som efterfølger til Nordkoreas ledelse. Efter sin fars død i december 2011 annoncerede stats-tv Kim som den "store efterfølger". Kim har titlerne som generalsekretær for Koreas arbejderparti, formand for den centrale militærkommission og præsident for statsanliggender. Han er også medlem af Præsidiet for Politbureauet for Arbejderpartiet i Korea, det højeste besluttende organ. I juli 2012 blev Kim forfremmet til den højeste rang af marskal i den koreanske folkehær, hvilket konsoliderede sin position som øverstkommanderende for de væbnede styrker. Nordkoreanske statsmedier omtaler ham ofte som "respekteret kammerat Kim Jong-un" eller "marskal Kim Jong-un". Han har fremmet byungjins politik, i lighed med Kim Il-sungs politik fra 1960'erne, med henvisning til den samtidige udvikling af både økonomien og landets atomvåbenprogram.
Kim styrer Nordkorea som et totalitært diktatur, og hans lederskab har fulgt den samme personlighedsdyrkelse som hans far og bedstefar. I 2014 foreslog en skelsættende rapport fra FN's menneskerettighedsråd, at Kim kunne blive stillet for retten for forbrydelser mod menneskeheden. Han har beordret udrensning eller henrettelse af flere nordkoreanske embedsmænd; han menes også bredt at have beordret mordet på sin halvbror, Kim Jong-nam, i 2017 i Malaysia. Han har stået i spidsen for en udvidelse af forbrugerøkonomien, byggeprojekter og turistattraktioner. Kim udvidede også Nordkoreas atomprogram, hvilket førte til øgede spændinger med USA og Sydkorea. I 2018 og 2019 deltog Kim i topmøder med Sydkoreas præsident Moon Jae-in og USA's præsident Donald Trump. Han har hævdet succes med at bekæmpe COVID-19-pandemien i Nordkorea; landet rapporterede ikke nogen bekræftede tilfælde før maj 2022, selvom mange eksperter tvivler på denne påstand.

## Baggrund
Han skal efter sigende have en uddannelse fra Schweiz og taler både engelsk og tysk. Han gik på International School of Berne i Gümligen, en privatskole tæt ved Bern og ti km fra den nordkoreanske ambassade. En tidligere skoleleder fortalte til Frankfurter Allgemeine Zeitung, at Kim altid blev ledsaget af livvagter forklædt som elever. Han forlod skolen i 1998 uden eksamen.
Kim Jong-ils tidligere chefkok, japaneren Kenji Fujimoto, er den som har fortalt mest om Kim Jong-un. Han bekræftede først, at det var den tredje søn, som til slut blev farens favorit til leder.
Hans ældre brødre, Kim Jong-nam og Kim Jong-chul blev afvist som ledere af Nordkorea. Kim Jong-nam var oprindelig favorit, men mistede alle muligheder i 2001, efter han forsøgte at komme ind i Disneyland Tokyo i Japan på et falsk pas, mens Kim Jong-chul blev anset som værende for feminin.
Kim Jong-un har en mellemlederposition i den nationale forsvarskommission. Han skal efter sigende være diabetiker.
Kim blev den 27. september 2010 forfremmet til general i Koreas Folkehær dagen før en vigtig partikongress i Koreas Arbejderparti i Pyongyang. Dagen efter blev Kim valgt ind som næstformand for partiets militærkommission.
Der er endnu ikke offentliggjort officielle portrætter, og i mange år eksisterede kun få billeder af ham. Onsdag d. 25. juli 2012 blev det offentliggjort af nordkoreansk stats-tv, at Kim Jong-un var blevet gift med den bl.a. fra stats-tv kendte sangerinde Ri Sol-ju.

## Nordkoreas leder
Den 12. juni 2018 mødtes Kim Jong-Un med USAs præsident Donald J. Trump på Capella Hotel i Singapore. Det var det første topmøde mellem en siddende amerikansk præsident og en leder af Nordkorea. Der var forventninger om, at det ville føre til en afspænding mellem de to lande, men endnu ved præsident Trumps tilbagetræden som præsident i januar 2021 havde mødet ikke ført til konkrete resultater.

## Familietræ
|                |                |                |                |                |                |              |              | Kim Hyŏng-jik | Kim Hyŏng-jik | Kim Hyŏng-jik | Kim Hyŏng-jik | Kim Hyŏng-jik | Kim Hyŏng-jik |              |              | Kang Pan-sŏk | Kang Pan-sŏk | Kang Pan-sŏk | Kang Pan-sŏk | Kang Pan-sŏk  | Kang Pan-sŏk  |               |               |               |               |              |              |              |              |             |             |             |             |        |        |           |           |           |           |           |           |  |  |  |  |
|                |                |                |                |                |                |              |              | Kim Hyŏng-jik | Kim Hyŏng-jik | Kim Hyŏng-jik | Kim Hyŏng-jik | Kim Hyŏng-jik | Kim Hyŏng-jik |              |              | Kang Pan-sŏk | Kang Pan-sŏk | Kang Pan-sŏk | Kang Pan-sŏk | Kang Pan-sŏk  | Kang Pan-sŏk  |               |               |               |               |              |              |              |              |             |             |             |             |        |        |           |           |           |           |           |           |  |  |  |  |
|                |                |                |                |                |                |              |              |               |               |               |               |               |               |              |              |              |              |              |              |               |               |               |               |               |               |              |              |              |              |             |             |             |             |        |        |           |           |           |           |           |           |  |  |  |  |
|                |                |                |                | Kim Sŏng-ae    | Kim Sŏng-ae    | Kim Sŏng-ae  | Kim Sŏng-ae  | Kim Sŏng-ae   | Kim Sŏng-ae   |               |               | Kim Il-sung   | Kim Il-sung   | Kim Il-sung  | Kim Il-sung  | Kim Il-sung  | Kim Il-sung  |              |              | Kim Jong-suk  | Kim Jong-suk  | Kim Jong-suk  | Kim Jong-suk  | Kim Jong-suk  | Kim Jong-suk  |              |              |              |              |             |             |             |             |        |        |           |           |           |           |           |           |  |  |  |  |
|                |                |                |                | Kim Sŏng-ae    | Kim Sŏng-ae    | Kim Sŏng-ae  | Kim Sŏng-ae  | Kim Sŏng-ae   | Kim Sŏng-ae   |               |               | Kim Il-sung   | Kim Il-sung   | Kim Il-sung  | Kim Il-sung  | Kim Il-sung  | Kim Il-sung  |              |              | Kim Jong-suk  | Kim Jong-suk  | Kim Jong-suk  | Kim Jong-suk  | Kim Jong-suk  | Kim Jong-suk  |              |              |              |              |             |             |             |             |        |        |           |           |           |           |           |           |  |  |  |  |
|                |                |                |                |                |                |              |              |               |               |               |               |               |               |              |              |              |              |              |              |               |               |               |               |               |               |              |              |              |              |             |             |             |             |        |        |           |           |           |           |           |           |  |  |  |  |
|                |                |                |                |                |                |              |              |               |               |               |               |               |               |              |              |              |              |              |              |               |               |               |               |               |               |              |              |              |              |             |             |             |             |        |        |           |           |           |           |           |           |  |  |  |  |
| Kim Young-sook | Kim Young-sook | Kim Young-sook | Kim Young-sook | Kim Young-sook | Kim Young-sook |              |              | Song Hye-rim  | Song Hye-rim  | Song Hye-rim  | Song Hye-rim  | Song Hye-rim  | Song Hye-rim  |              |              | Kim Jong-il  | Kim Jong-il  | Kim Jong-il  | Kim Jong-il  | Kim Jong-il   | Kim Jong-il   |               |               | Ko Young-hee  | Ko Young-hee  | Ko Young-hee | Ko Young-hee | Ko Young-hee | Ko Young-hee |             |             | Kim Ok      | Kim Ok      | Kim Ok | Kim Ok | Kim Ok    | Kim Ok    |           |           |           |           |  |  |  |  |
| Kim Young-sook | Kim Young-sook | Kim Young-sook | Kim Young-sook | Kim Young-sook | Kim Young-sook |              |              | Song Hye-rim  | Song Hye-rim  | Song Hye-rim  | Song Hye-rim  | Song Hye-rim  | Song Hye-rim  |              |              | Kim Jong-il  | Kim Jong-il  | Kim Jong-il  | Kim Jong-il  | Kim Jong-il   | Kim Jong-il   |               |               | Ko Young-hee  | Ko Young-hee  | Ko Young-hee | Ko Young-hee | Ko Young-hee | Ko Young-hee |             |             | Kim Ok      | Kim Ok      | Kim Ok | Kim Ok | Kim Ok    | Kim Ok    |           |           |           |           |  |  |  |  |
|                |                |                |                |                |                |              |              |               |               |               |               |               |               |              |              |              |              |              |              |               |               |               |               |               |               |              |              |              |              |             |             |             |             |        |        |           |           |           |           |           |           |  |  |  |  |
|                |                |                |                |                |                |              |              |               |               |               |               |               |               |              |              |              |              |              |              |               |               |               |               |               |               |              |              |              |              |             |             |             |             |        |        |           |           |           |           |           |           |  |  |  |  |
|                |                |                |                | Kim Sul-song   | Kim Sul-song   | Kim Sul-song | Kim Sul-song | Kim Sul-song  | Kim Sul-song  |               |               | Kim Jong-nam  | Kim Jong-nam  | Kim Jong-nam | Kim Jong-nam | Kim Jong-nam | Kim Jong-nam |              |              | Kim Jong-chul | Kim Jong-chul | Kim Jong-chul | Kim Jong-chul | Kim Jong-chul | Kim Jong-chul |              |              | Kim Jong-un  | Kim Jong-un  | Kim Jong-un | Kim Jong-un | Kim Jong-un | Kim Jong-un |        |        | Ri Sol-ju | Ri Sol-ju | Ri Sol-ju | Ri Sol-ju | Ri Sol-ju | Ri Sol-ju |  |  |  |  |
|                |                |                |                | Kim Sul-song   | Kim Sul-song   | Kim Sul-song | Kim Sul-song | Kim Sul-song  | Kim Sul-song  |               |               | Kim Jong-nam  | Kim Jong-nam  | Kim Jong-nam | Kim Jong-nam | Kim Jong-nam | Kim Jong-nam |              |              | Kim Jong-chul | Kim Jong-chul | Kim Jong-chul | Kim Jong-chul | Kim Jong-chul | Kim Jong-chul |              |              | Kim Jong-un  | Kim Jong-un  | Kim Jong-un | Kim Jong-un | Kim Jong-un | Kim Jong-un |        |        | Ri Sol-ju | Ri Sol-ju | Ri Sol-ju | Ri Sol-ju | Ri Sol-ju | Ri Sol-ju |  |  |  |  |